# Live in Cottbus ’98
Live in Cottbus ’98 – album DVD amerykańskiej grupy muzycznej Death. Wydawnictwo ukazało się 11 listopada 2005 roku nakładem wytwórni muzycznej Nuclear Blast. Na płycie znalazł się koncert formacji zarejestrowany w Chociebużu (niem. Cottbus) w Niemczech w 1998 roku. Materiał charakteryzuje niska jakość dźwięku, gdyż został zgrany bezpośrednio z konsolety reżyserskiej oraz nie został poddany żadnej postprodukcji.

## Lista utworów
Opracowano na podstawie materiału źródłowego.
1. "The Philosopher" (sł. Schuldiner, muz. Schuldiner) - 02:46
2. "Spirit Crusher" (sł. Schuldiner, muz. Schuldiner) - 06:43
3. "Trapped in a Corner" (sł. Schuldiner, muz. Schuldiner) - 04:30
4. "Scavenger of Human Sorrow" (sł. Schuldiner, muz. Schuldiner) - 06:54
5. "Together as One" (sł. Schuldiner, muz. Schuldiner) - 03:11
6. "Flesh and the Power It Holds" (sł. Schuldiner, muz. Schuldiner) - 07:35
7. "Drum Solo" (muz. Christy) - 02:16
8. "Flattening of Emotions" (sł. Schuldiner, muz. Schuldiner) - 04:11
9. "Symbolic" (sł. Schuldiner, muz. Schuldiner) - 06:19
10. "Pull the Plug" (sł. Schuldiner, muz. Schuldiner) - 05:49

## Twórcy
Opracowano na podstawie materiału źródłowego.
- Chuck Schuldiner – gitara rytmiczna, gitara prowadząca, wokal prowadzący
- Shannon Hamm – gitara rytmiczna, gitara prowadząca
- Scott Clendenin – gitara basowa
- Richard Christy – perkusja